# Vivild gymnastik- og idrætsefterskole
Vivild Gymnastik- og Idrætsefterskole er en efterskole med ca. 180 unge mennesker i 9. og 10 klasse, der bl.a. kommer bl.a. for at spille fodbold, håndbold, badminton, gymnastik og meget mere. VGI er en valgfagsskole med mulighed for at skifte alle valgfagene 3 gange årligt, eller virkelig nørde igennem med sin favoritsport i mange timer om ugen.
Efterskolen er en skole efter Grundtvigs tanker. Fællesskab, venskab og personlig udvikling er væsentlige områder i en boglig skole, der forbereder til gymnasium mm.